# 歩兵第49連隊

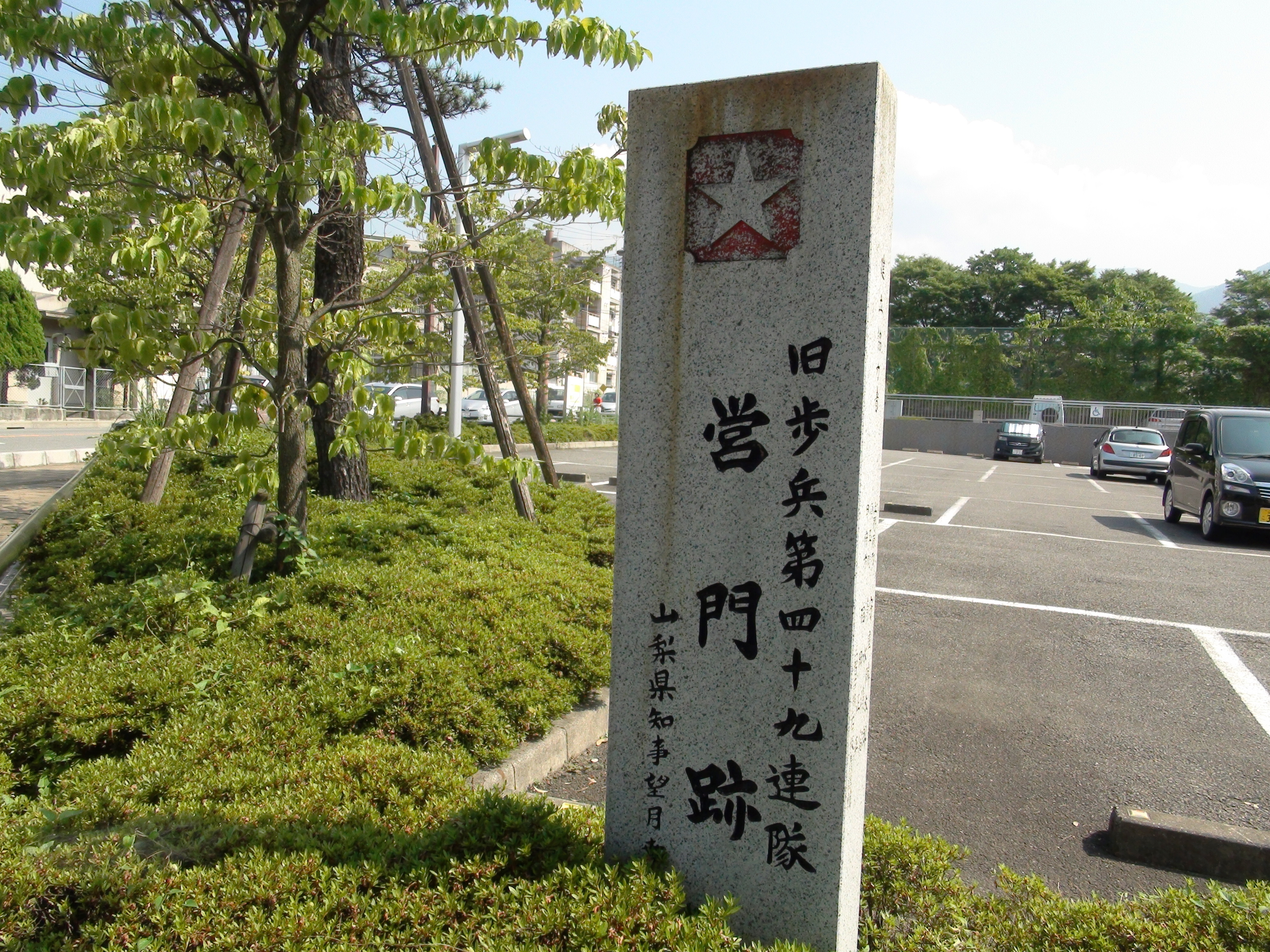
甲府市の歩兵第49連隊営所跡碑

歩兵第49連隊（ほへいだい49れんたい、歩兵第四十九聯隊）は、大日本帝国陸軍の連隊のひとつ。山梨県甲府市において編成された連隊である。

## 概要
日本陸軍では1904年（明治37年）からの日露戦争まで近衛師団のほか、東京の第1師団から小倉の第12師団まで北海道・東北から九州まで全国に12の師団が配置されており、1894年（明治27年）の日清戦争まで山梨県から徴募された兵は近衛師団及び東京の第1師団に配置されていた。日露戦争中には13師団～16師団の4個師団が増設され、甲府連隊となる歩兵第49連隊は1905年（明治38年）4月12日に上級部隊を第13師団として、戦争末期に樺太およびシベリア攻略を目的として編成され、樺太と朝鮮半島に出動している。1906年（明治39年）10月2日、北韓警備中に軍旗を消失し、同年12月14日に再授与される。
1905年（明治38年）9月5日に日露戦争は終結し、戦争終結後も新設師団の平時編成が決定され、さらに第18師団までの増設が行われる。増設と同時に既設師団の再編成も行われ、1907年（明治40年）9月18日に第49連隊は第13師団から離れて、第1師団へ編入され、山梨県甲府市に甲府連隊区が設置される。甲府連隊区は山梨県のほか現在の神奈川県藤沢市域が徴募区に入る。
歩兵第49連隊は3000人規模の兵団で、当時は人口5万2700人余であった甲府市では連隊誘致による経済的効果や、山梨県で徴兵された兵が遠方の兵団に赴かずに兵役を務められる利点から、連隊誘致が企図された。また、地域に兵団が存在することによる県民・生徒児童に対する教育的効果も考えられたという。
日露戦争終結直後の1905年（明治38年）12月7日、甲府市会では「兵団設置の議を陸軍大臣に請願するの件」を議決し、兵営誘致を陸軍省に上申した。請願は静岡県や茨城県でも行われているが、山梨県では県政財界の有力者であった甲州財閥の若尾民造と若尾家が積極的に運動に加担し、同年12月17日の『山梨日日新聞』では西山梨郡相川村（甲府市）の土地提供を申し出ている。同月には山梨県会でも「兵営設置ヲ請フノ意見書」を内務大臣に対して上申し、山梨県が鉄道が通じた交通の要衝である点や、山間部である要害の地であることなどが論じられた。
1907年（明治40年）3月12日・13日の『山梨日日新聞』では政府は甲府への連隊設置に前向きであるが、12.3万坪（12.3万円）の用地習得の寄付を条件としていると報じた。3月13日の市参事会員・市議会議員を交えた合同会議では若尾民造が10万坪（33万平方メートル）の用地寄付を約束した。これを受けて、3月19日には正式に甲府への兵営設置が内定する。
若尾はさらに、提供した私有地周辺の土地を集積するため、若尾地所部の係員が用地買収を行った。1907年（明治40年）まで12万564坪の土地が集積され、現在の甲府市緑が丘・北新・天神町付近がこれに含まれる。12万坪余りの用地の半分が兵営と甲府衛戍病院（陸軍病院）に充てられ、残りの半分は練兵場となった。
1908年（明治41年）10月に兵営の建設が開始され、早野組らの甲府市内の建設業者が請け負う。1909年（明治42年）43月31日に兵営工事は終了し、4月21日には千葉県習志野市を出立した第49連隊が4月22日に到着する。
甲府連隊の設置により、甲府の軍都化が進む。

## 沿革
- 1905年（明治38年）3月 - 新設第13師団隷下の部隊として、近衛歩兵第2連隊内に連隊本部を置いて樺太へ向かう
- 1907年（明治40年） - 第13師団から第1師団へ所属変更
- 1909年（明治42年）4月22日 - 神奈川県からの徴募兵が山梨県西山梨郡相川村に到着し、新兵舎に入る[5]。

5月30日 - 韓国併合後の混乱に対して第6中隊が警備に出発する。
- 1936年（昭和11年） - 二・二六事件の鎮圧部隊として東京市へ出動。

満州へ配置となる。
- 1937年（昭和12年）6月19日 - ソビエト連邦・満州国との境界である黒竜江で発生した乾岔子島事件（かんちゃずとうじけん）に参加。
- 1944年（昭和19年）11月 - フィリピン中部・ビサヤ諸島の東ビサヤ地方に位置するレイテ島で、大部分が壊滅。
- 1945年（昭和20年）8月 - 太平洋戦争終戦に伴い、ビサヤ諸島のセブ島にて武装解除。

## 歴代連隊長
| 代 | 氏名       | 在任期間               | 備考               |
| -- | ---------- | ---------------------- | ------------------ |
| 1  | 深掘順蔵   | 1905.4.30 -            | 中佐               |
| 2  | 安藤厳水   | 1905.10.11 - 1906.5.14 | 中佐               |
| 3  | 太田朗     | 1906.5.14 - 1912.3.5   | 中佐、1907.11.大佐 |
| 4  | 河内信彦   | 1912.3.5 - 1916.8.18   |                    |
| 5  | 岡崎武槌   | 1916.8.18 - 1918.7.24  |                    |
| 6  | 中村安喜   | 1918.7.24 -            |                    |
| 7  | 園田成憲   | 1921.3.11 -            |                    |
| 8  | 日下操     | 1923.5.10 -            |                    |
| 9  | 伊藤真鋒   | 1924.2.4 -             |                    |
| 10 | 山田誠一   | 1926.3.2 -             |                    |
| 11 | 出射兵次郎 | 1928.3.19 -            |                    |
| 12 | 安岡正臣   | 1930.8.1 -             |                    |
| 13 | 小見山恭造 | 1932.1.9 -             |                    |
| 14 | 矢野音三郎 | 1934.8.1 -             |                    |
| 15 | 竹内寛     | 1936.8.1 -             |                    |
| 16 | 中山惇     | 1937.8.14 -            |                    |
| 17 | 谷津愛三郎 | 1939.3.9 -             |                    |
| 18 | 島本鉄次   | 1941.8.25 -            |                    |
| 末 | 小浦次郎   | 1944.5.2 - 1945.5.25   | 戦死               |

## 遺構

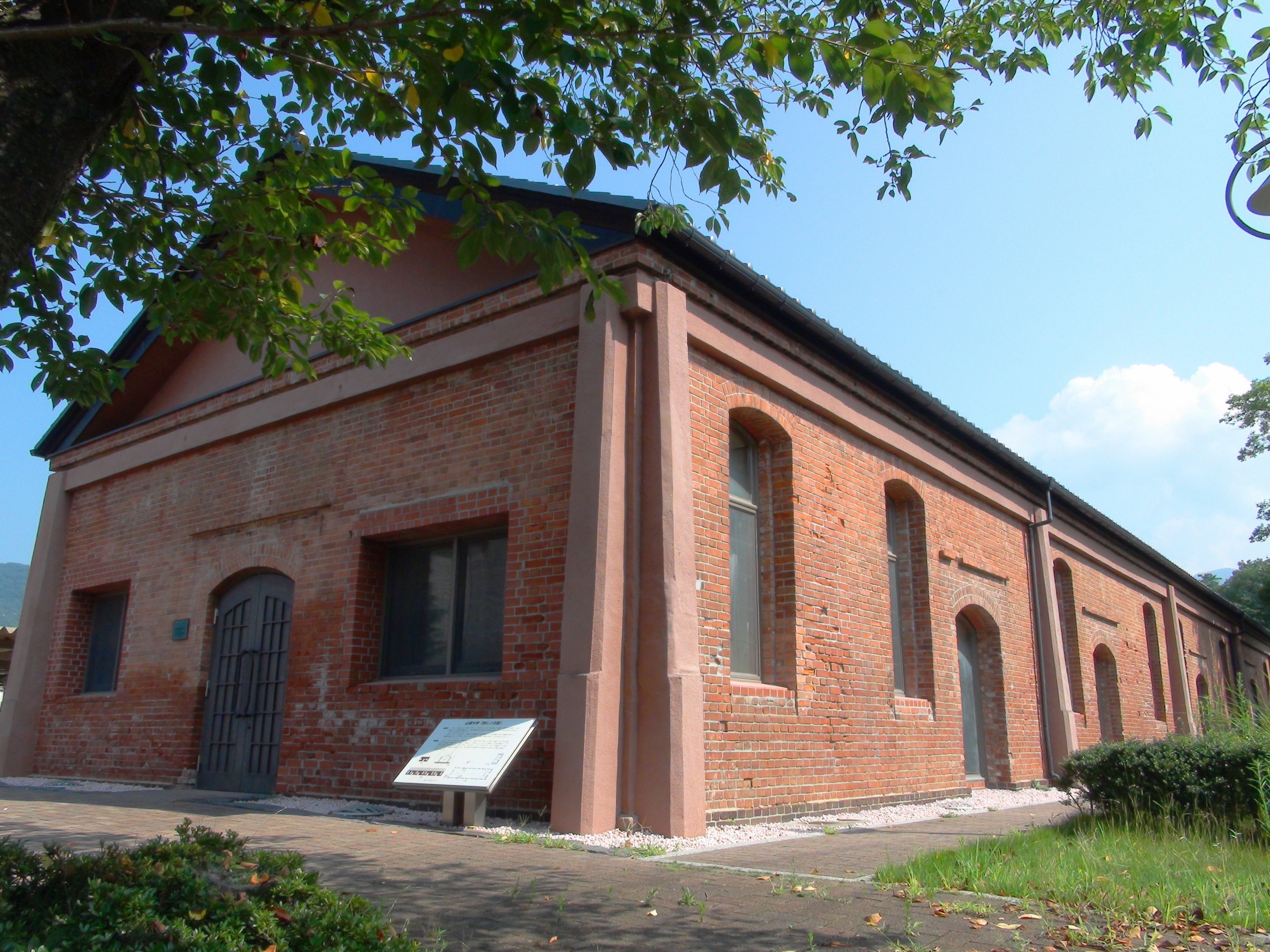
旧糧秣庫赤レンガ倉庫（登録有形文化財）

旧糧秣庫が、山梨大学教育人間科学部の赤レンガ館として現存している。